# Chin (povo)
Os chins (em birmanês: ချင်း လူမျိုး; MLCTS: hkyang lu myui:. e pronunciado [tɕɪɴ lu MJO]), conhecido como kuki em Assã, são um dos grupos étnicos de Mianmar (Birmânia). São um grupo étnico sino-tibetano. Os chins são encontrados principalmente na parte ocidental de Mianmar (o Estado Chim) e numerados em cerca de 1,5 milhão. Eles também vivem nas proximidades dos estados indianos de Nagalândia, Mizorão, Manipur e Assã.
Devido à influência do povo Mizo e intervenção de missionários Batistas, 80% -90% da população são cristãos. No entanto, uma minoria considerável dos chins aderem às suas crenças tribais tradicionais, bem como o budismo Theravada. Um pequeno grupo de indivíduos de Mizorão afirmou que eles são uma das tribos perdidas de Israel, a tribo de Bnei Menashe, alguns deles foram reassentados no país.
Os chins são um dos maiores grupos de minorias étnicas em Mianmar. As pessoas chim provavelmente vieram para Mianmar, especialmente o vale Chindwin, no fim do século IX. A maioria dos chins continuou para o oeste e provavelmente chegaram no atual estado Chim em torno de 1300-1400 AD. O significado original de "Chim" permanece obscuro, embora os estudiosos tenham proposto várias teorias, nenhum consenso foi atingido.